# Alalcomenaeus
Алалкоменей (лат. Alalcomenaeus) — рід родини Alalcomeneidae з класу Megacheira. Це одна з найпоширеніших тварин кембрійського періоду. Близько 300 особин було знайдено в сланцях Берджес. Також 618 екземплярів (з них 596 примірників молоді) були знайдені в Філлопод Бед (Phyllopod bed), де вони становлять 1,2% всієї фауни.
За своєю будовою алалкоменей схожий з опабінією.

## Опис

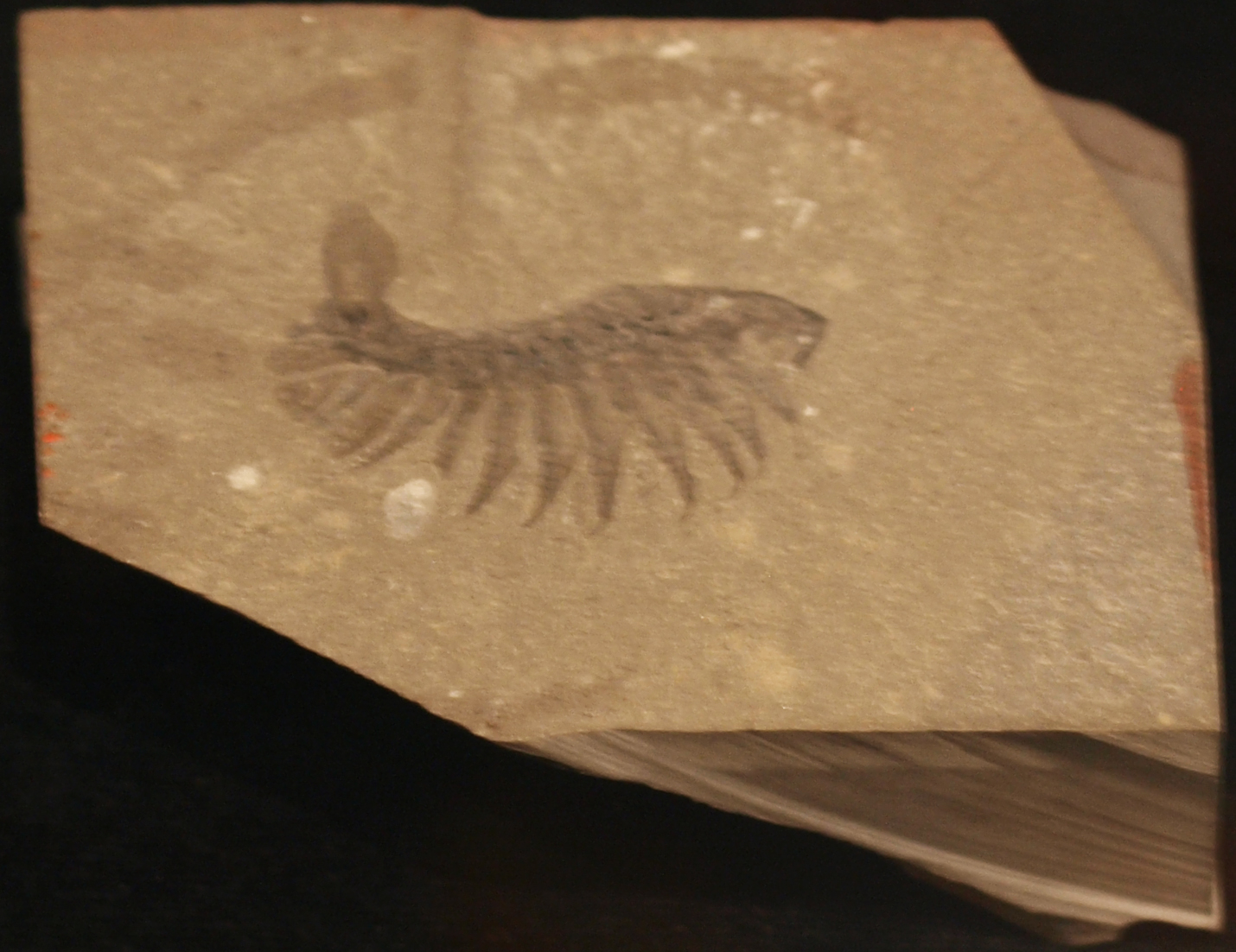
Окаменелость з музею в Торонто

Алалкоменей досягав 6 см у довжину, хоча були знайдені зразки поменше. У цього членистоногого було 3 ока. Тіло алалкоменея, як і у опабінії, складалося з 11 сегментів. Хвостовий сегмент з плоскими шипами допомагав алалкоменею пересуватися.

## Спосіб життя
Алалкоменей, ймовірно, плавав, тому що, можливо, його кінцівки не були пристосовані для прогулянок по дну. Судячи з його хватальних придатків навколо ротового отвору, як у аномалокаріса, це членистоногое вело хижий спосіб життя, харчуючись донними організмами.

## Ресурси Інтернету
- Алалкоменей на сайті Берджес-Шейл [Архівовано 27 грудня 2013 у Wayback Machine.]
- Images [Архівовано 28 грудня 2013 у Wayback Machine.] of fossils from the Chengjiang.